# Malá Fatra
Malá Fatra eller Lilla Fatra är ett bergsmassiv i Västkarpaterna, mellersta Slovakien.
Högsta bergstopp är Veľký Kriváň, 1708,7 meter över havet.